# John Adair (labdarúgó-játékvezető)
John Adair (Belfast, 1918. március 31. – ?) északír nemzetközi labdarúgó-játékvezető.

## Pályafutása

### Nemzeti játékvezetés
1962-ben lett az I. Liga játékvezetője. A nemzeti játékvezetéstől 1969-ben vonult vissza.

### Nemzetközi játékvezetés
Az Északír labdarúgó-szövetség Játékvezető Bizottsága (JB) terjesztette fel nemzetközi játékvezetőnek, a Nemzetközi Labdarúgó-szövetség (FIFA) 1964-től tartotta nyilván bírói keretében. A FIFA JB központi nyelvei közül a angol beszélte. Több válogatott és nemzetközi klubmérkőzést vezetett, vagy működő társának partbíróként segített. Az északír nemzetközi játékvezetők rangsorában, a világbajnokság-Európa-bajnokság sorrendjében másodmagával a 4. helyet foglalja el 5 találkozó szolgálatával. Az aktív nemzetközi játékvezetéstől 1969-ben, a FIFA JB korhatárát elérve 50 évesen búcsúzott.

#### Labdarúgó-világbajnokság
A világbajnoki döntőhöz vezető úton Angliában a VIII., az 1966-os labdarúgó-világbajnokságra, valamint Mexikóba a IX., az 1970-es labdarúgó-világbajnokságra a FIFA JB játékvezetőként alkalmazta. A FIFA JB elvárása szerint, ha nem vezetett, akkor partbíróként tevékenykedett. Kettő csoportmérkőzésen egyes számú pozícióban küldték, játékvezetői sérülés esetén továbbvezethette volna a találkozót.
Világbajnokságokon vezetett mérkőzéseinek száma: 1 + 2 (partbíró).

##### 1966-os labdarúgó-világbajnokság

###### Selejtező mérkőzés
| Időpont            | Helyszín                | Mérkőzés típusa           | Mérkőzés               | Eredmény | Nézők száma |
| ------------------ | ----------------------- | ------------------------- | ---------------------- | -------- | ----------- |
| 1964. november 11. | Princes Stadion, Párizs | előselejtező (3. csoport) | Franciaország–Norvégia | 1 : 0    | 33 517      |

###### Világbajnoki mérkőzés
| Időpont          | Helyszín                       | Mérkőzés típusa              | Mérkőzés          | Eredmény | Nézők száma |
| ---------------- | ------------------------------ | ---------------------------- | ----------------- | -------- | ----------- |
| 1966. július 20. | Roker Park Stadion, Sunderland | csoportmérkőzés (D. csoport) | Chile–Szovjetunió | 1 : 2    | 22 000      |

##### 1970-es labdarúgó-világbajnokság

###### Selejtező mérkőzés
| Időpont           | Helyszín                       | Mérkőzés típusa              | Mérkőzés            | Eredmény | Nézők száma |
| ----------------- | ------------------------------ | ---------------------------- | ------------------- | -------- | ----------- |
| 1969. március 26. | Feyenoord Stadion, Rotterdam   | csoportmérkőzés (8. csoport) | Hollandia–Luxemburg | 4 : 0    | 47 207      |
| 1971. február 3.  | Augusztus 23 Stadion, Bukarest | csoportmérkőzés (1. csoport) | Románia–Görögország | 1 : 1    | 62 577      |

#### Labdarúgó-Európa-bajnokság
Az európai-labdarúgó torna döntőjéhez vezető úton Olaszországban, Róma adott otthont a III., az 1968-as labdarúgó-Európa-bajnokságra az UEFA JB játékvezetőként foglalkoztatta.

##### 1968-as labdarúgó-Európa-bajnokság

###### Selejtező mérkőzés
| Időpont          | Helyszín               | Mérkőzés típusa           | Mérkőzés          | Eredmény | Nézők száma |
| ---------------- | ---------------------- | ------------------------- | ----------------- | -------- | ----------- |
| 1967. június 29. | Ullevaal Stadion, Oslo | előselejtező (2. csoport) | Norvégia–Bulgária | 0 : 0    | 25 545      |

#### Brit Bajnokság
1882-ben az Egyesült Királyság brit tagállamainak négy szövetsége úgy döntött, hogy létrehoznak egy évente megrendezésre kerülő bajnokságot egymás között. Az utolsó bajnoki idényt 1983-ban tartották.
| Időpont        | Helyszín                | Mérkőzés típusa | Mérkőzés     | Eredmény |
| -------------- | ----------------------- | --------------- | ------------ | -------- |
| 1969. május 7. | Wembley Stadion, London | csoportmérkőzés | Anglia–Wales | 2 – 1    |